# Marcel Ewald
Marcel Ewald (Karlsruhe, 29 de junio de 1983) es un deportista alemán que compite en lucha libre.
Ganó una medalla de plata en los Juegos Europeos de Bakú 2015, en la categoría de 57 kg y dos medallas en el Campeonato Europeo de Lucha, plata en 2007 y bronce en 2010.

## Palmarés internacional
| Juegos Europeos    | Juegos Europeos   | Juegos Europeos   | Juegos Europeos |
| Año                | Lugar             | Medalla           | Categoría       |
| ------------------ | ----------------- | ----------------- | --------------- |
| 2015               | Bakú (Azerbaiyán) | Medalla de plata  | 57 kg           |
| Campeonato Europeo |                   |                   |                 |
| Año                | Lugar             | Medalla           | Categoría       |
| 2007               | Sofía (Bulgaria)  | Medalla de plata  | 55 kg           |
| 2010               | Bakú (Azerbaiyán) | Medalla de bronce | 55 kg           |